# فريدريك وارن
فريدريك وارن وشركاه هي دار نشر إنجليزية أُسست في عام 1865 في لندن ، من قبل بائع الكتب فريدريك وارن ؛ حيث سماها تيمُناً باسمه . عُرفت لنشرها قصص الروائية الإنجليزية بياتريكس بوتر.